# Haisevansaari
Haisevansaari är en ö i Finland. Den ligger i sjön Ahjärvi och i kommunen Ruokolax i den ekonomiska regionen  Imatra ekonomiska region  och landskapet Södra Karelen, i den sydöstra delen av landet, 260 km nordost om huvudstaden Helsingfors. Öns area är 1,8 hektar och dess största längd är 240 meter i nord-sydlig riktning.